# Liste der Monuments historiques in Remilly-en-Montagne
Die Liste der Monuments historiques in Remilly-en-Montagne führt die Monuments historiques in der französischen Gemeinde Remilly-en-Montagne auf.

## Liste der Objekte
| Bezeichnung                   | Beschreibung | Standort                                | Kennzeichnung | Schutzstatus | Datum | Bild |
| ----------------------------- | --- | --------------------------------------- | ------------- | ------------ | ----- | ---- |
| Skulptur Madonna mit Kind (1) | Kalkstein, farbig gefasst, 16. Jahrhundert                                                                               | in der Kirche St-Pierre-ès-Liens (Lage) | PM21001840    | Classé       | 1960  |      |
| Skulptur Petrus (1)           | Aufsatz eines Prozessionsstabs; Holz, farbig gefasst, 18. oder 19. Jahrhundert                                           | in der Kirche St-Pierre-ès-Liens (Lage) | PM21004125    | Inscrit      | 1994  |      |
| Skulptur Petrus (2)           | Kalkstein, farbig gefasst, zweite Hälfte des 15. Jahrhunderts, möglicherweise aus der Werkstatt von Antoine Le Moiturier | in der Kirche St-Pierre-ès-Liens (Lage) | PM21001839    | Classé       | 1931  |      |
| Skulptur Madonna mit Kind (2) | Kalkstein, farbig gefasst, 18. Jahrhundert                                                                               | in der Kirche St-Pierre-ès-Liens (Lage) | PM21001838    | Classé       | 1931  |      |
| Skulptur Heiliger Eligius     | Aufsatz eines Prozessionstabs; Holz, farbig gefasst und vergoldet, Anfang des 19. Jahrhunderts                           | in der Kirche St-Pierre-ès-Liens (Lage) | PM21004126    | Inscrit      | 1994  |      |
| Skulptur Heilige Barbara      | Kalkstein, 16. Jahrhundert                                                                                               | in der Kirche St-Pierre-ès-Liens (Lage) | PM21001841    | Classé       | 1960  |      |
| Skulptur Heiliger Vinzenz     | Aufsatz eines Prozessionstabs; Holz, farbig gefasst und vergoldet, Anfang des 19. Jahrhunderts                           | in der Kirche St-Pierre-ès-Liens (Lage) | PM21004127    | Inscrit      | 1994  |      |
| Skulptur Madonna mit Kind (3) | Aufsatz eines Prozessionstabs; Holz, farbig gefasst und vergoldet, 18. oder 19. Jahrhundert                              | in der Kirche St-Pierre-ès-Liens (Lage) | PM21004124    | Inscrit      | 1994  |      |